# Scaphorhina colmanti
Scaphorhina colmanti är en skalbaggsart som beskrevs av Brenske 1899. Scaphorhina colmanti ingår i släktet Scaphorhina och familjen Melolonthidae. Inga underarter finns listade i Catalogue of Life.